# Димитрије Мита Клицин
Димитрије „Мита“ Клицин (Вршац, 11. септембар 1869 — Нови Сад, 19. јануар 1943) је био српски учитељ, публициста и народни посланик.

## Биографија
Основну школу и нижу гимназију завршио је у Вршцу, а Учитељску школу у Сомбору (1888). Као учитељ службовао је у Сарајеву, Мокрину, Черевићу и Вршцу, где је као управник српских народних школа уводио најмодерније методе. Био је председник Вршачког црквеног певачког друштва (1907), члан Српске занатлијске читаонице, певачког друштва Лаза Нанчић" и један од оснивача Српске ратарске читаонице. 

### Публициста
Са групом истакнутих вршачких радикала био је покретач и сарадник листа Српство (1895-1900), као и сарадник Родољуба и кикиндског Банаћанина. Пошто је напустио просвету био је управник Манастирске штампарије у Сремским Карловцима и одговорни уредник Школског листа (1909-1910) који је у њој штампан. Као блиски сарадник Јаше Томића био је главни уредник Заставе (1911-1914). У својим чланцима критиковао је угарску власт, нарочито након укидања црквено-школске аутономије 1912. године. По избијању Првог светског рата мађарске власти су га интернирале у Горњу Угарску, у Вац па Сегедин. Пред крај рата вратио се у Нови Сад и укључио у рад Српског народног одбора. Био је члан Уређивачког одбора и главни и одговорни уредник гласила Одбора Српског листа (1918), власник и директор београдске Трибуне (од 1920), одговорни уредник Нове Србије (Нови Сад, 1923-1924) и директор дисидентског листа Радикал Стојана Новаковића. 
Сарађивао је у листовима: Балкан, Дунав (1921), Северна Србија (1925-1926) и др. Аутор је неколико уџбеника: Латинице, за српске народне основне школе (1905), Српске читанке, за други разред српских православних вероисповедних основних народних школа (1916) и Буквара за српске основне школе (1890).

### Политичар
За посланика Народно-црквеног сабора у Сремским Карловцима биран је од 1896. до 1910. Био је вршачки делегат на Великој народној скупштини у Новом Саду 1918. и повереник Народне управе за привреду. За народног посланика на листи Радикалне странке биран је 1920. године. Странку је напустио 1921. и до 1929. деловао је као дисидент. На обласним изборима 1927. изабран је за председника обласног одбора Бачке у Сомбору, а по увођењу диктатуре 1929. за комесара ове области. Основао је Штедионицу Бачке области. 
Био је члан Управног одбора и књижевног савета Матице српске и председник Новосадске секције Југословенског новинарског удружења (1923-1933).
Са супругом Јелисаветом, чланицом добротворних и хуманитарних друштава, имао је синове Предрага и Миодрага. 
Сахрањен је на Алмашком гробљу у Новом Саду.